# 九州通医药
九州通医药集团股份有限公司（英文名“Jointown Pharmaceutical Group Co., Ltd.”，简称“九州通”，上交所：600998）是一家以药品、医疗器械、生物制品、保健品等产品批发、零售连锁、药品生产与研发及有关增值服务为核心业务的大型企业集团。据商务部发布的《2011年药品流通行业运行统计分析报告》显示，九州通是中国第3大药品批发企业，也是中国最大的民营药品批发企业。

## 发展历程
- 1999年3月，刘宝林和刘树林兄弟共同投资设立了九州通的前身武汉均大储运公司，6月更名为武汉均大实业有限公司
- 2003年9月，武汉均大实业有限公司更名为湖北九州通实业有限公司，10月更名为湖北九州通医药集团有限公司，同月再次更名为九州通集团有限公司
- 2008年10月，九州通集团有限公司变更设立为九州通医药集团股份有限公司
- 2010年11月，九州通医药集团股份有限公司在上海证券交易所上市，证券简称“九州通”，证券代码“600998”

## 股权架构
截至2020年9月底，九州通的前5大股东为
1. 上海弘康实业投资有限公司，境内非国有法人，持股21.58%
2. 伊藤忠商事旗下狮龙国际集团（香港）有限公司，境外法人，持股11.41%
3. 中山广银投资有限公司，境内非国有法人，持股6.65%
4. 北京点金投资有限公司，境内非国有法人，持股5.48%
5. 武汉楚昌投资有限公司，境内非国有法人，持股5.45%
6. 中國信達，境内非国有法人，持股5.34%

上海弘康、武汉楚昌、中山广银、北京点金均为刘宝林控制的企业。此外，刘宝林的兄弟刘树林、刘兆年分别持股1.585%、1.353%。

## 关联条目
- 国药控股股份有限公司
- 上海医药集团股份有限公司
- 华润医药集团有限公司
- 九州通网络电话